# Puchar Ameryki Północnej w narciarstwie alpejskim kobiet 2016/2017
Puchar Ameryki Północnej w narciarstwie alpejskim kobiet w sezonie 2016/2017 to 47. edycja tego cyklu. Pierwsze zawody odbyły się 7 grudnia 2016 roku w kanadyjskim Lake Louise, a ostatnie rozegrane zostaną 23 marca 2017 roku w amerykańskim Sugarloaf.

## Podium zawodów
| Lp. | Data            | Miejscowość            | Konkurencja     | 1. Miejsce            | 2. Miejsce            | 3. Miejsce              |
| --- | --------------- | ---------------------- | --------------- | --------------------- | --------------------- | ----------------------- |
| 1.  | 7 grudnia 2016  | Lake Louise            | Zjazd           | Stefanie Fleckenstein | Alice Merryweather    | Georgia Willinger       |
| 2.  | 8 grudnia 2016  | Lake Louise            | Zjazd           | Georgia Willinger     | Alice Merryweather    | Stefanie Fleckenstein   |
| 3.  | 11 grudnia 2016 | Panorama               | Supergigant     | Maureen Lebel         | Patricia Mangan       | Alice Merryweather      |
| 4.  | 13 grudnia 2016 | Panorama               | Superkombinacja | Amelia Smart          | Stefanie Fleckenstein | Ali Nullmeyer           |
| 5.  | 13 grudnia 2016 | Panorama               | Supergigant     | Alice Merryweather    | Stefanie Fleckenstein | Nina O’Brien            |
| 6.  | 14 grudnia 2016 | Panorama               | Slalom          | Erin Mielzynski       | Ali Nullmeyer         | Amelia Smart            |
| 7.  | 16 grudnia 2016 | Panorama               | Slalom          | Erin Mielzynski       | Ali Nullmeyer         | Amelia Smart            |
| 8.  | 17 grudnia 2016 | Panorama               | Gigant          | Erin Mielzynski       | Leona Popović         | Rachael Desrochers      |
| 9.  | 18 grudnia 2016 | Panorama               | Gigant          | Amelia Smart          | Leona Popović         | Erin Mielzynski         |
| 10. | 2 stycznia 2017 | Burke Mountain         | Gigant          | Paula Moltzan         | Foreste Peterson      | Amelia Smart            |
| 11. | 3 stycznia 2017 | Burke Mountain         | Gigant          | Ali Nullmeyer         | Paula Moltzan         | Foreste Peterson        |
| 12. | 4 stycznia 2017 | Burke Mountain         | Slalom          | Paula Moltzan         | Ali Nullmeyer         | Patricia Mangan         |
| 13. | 5 stycznia 2017 | Burke Mountain         | Slalom          | Ali Nullmeyer         | Nina O’Brien          | Julia Ford              |
| 14. | 1 lutego 2017   | Vail Mountain          | Slalom          | Ali Nullmeyer         | Lila Lapanja          | Laurence St-Germain     |
| 15. | 2 lutego 2017   | Vail Mountain          | Slalom          | Ali Nullmeyer         | Paula Moltzan         | Laurence St-Germain     |
| 16. | 3 lutego 2017   | Copper Mountain Resort | Gigant          | Megan McJames         | Amelia Smart          | Foreste Peterson        |
| 17. | 4 lutego 2017   | Copper Mountain Resort | Gigant          | Ali Nullmeyer         | Amelia Smart          | Megan McJames           |
| 18. | 6 lutego 2017   | Copper Mountain Resort | Zjazd           | Alice McKennis        | Anna Marno            | Alice Merryweather      |
| 19. | 6 lutego 2017   | Copper Mountain Resort | Zjazd           | Alice McKennis        | Anna Marno            | Alice Merryweather      |
| 20. | 9 lutego 2017   | Copper Mountain Resort | Supergigant     | Patricia Mangan       | Anna Marno            | Alice McKennis          |
| 21. | 10 lutego 2017  | Copper Mountain Resort | Supergigant     | Patricia Mangan       | Alice McKennis        | Roni Remme Nina O’Brien |
| 22. | 11 lutego 2017  | Copper Mountain Resort | Superkombinacja | Nina O’Brien          | Patricia Mangan       | Anna Marno              |
| 23. | 17 marca 2017   | Val Saint-Côme         | Slalom          | Laurie Mougel         | Ali Nullmeyer         | Adriana Jelinkova       |
| 24. | 18 marca 2017   | Val Saint-Côme         | Slalom          | Ali Nullmeyer         | Laurence St-Germain   | Alexandra Tilley        |
| 25. | 19 marca 2017   | Garceau                | Gigant          | Nina O’Brien          | Megan McJames         | Mikaela Tommy           |
| 26. | 20 marca 2017   | Garceau                | Gigant          | Mikaela Tommy         | Candace Crawford      | Megan McJames           |
| 27. | 22 marca 2017   | Sugarloaf              | Supergigant     | Stacey Cook           | Mikaela Tommy         | Ali Nullmeyer           |
| 28. | 22 marca 2017   | Sugarloaf              | Superkombinacja | Mikaela Tommy         | Ali Nullmeyer         | Patricia Mangan         |
| 29. | 23 marca 2017   | Sugarloaf              | Supergigant     | Megan McJames         | Stacey Cook           | Jacqueline Wiles        |